# Blast from the Past (album)
Blast from the Past – składanka "the best of" zespołu Gamma Ray. Obejmuje ważniejsze utwory z lat 1989–2000. Wszystkie utwory z płyty pierwszej i utwory 1-3 z drugiej zostały nagrane na nowo w roku 2000, a pozostałe to zremasterowane wersje oryginałów.

## Lista utworów

### CD1
1. Welcome (Hansen) – 0:57
2. Lust For Life (Hansen) – 5:26
3. Heaven Can Wait (Hansen) – 4:30
4. Heading For Tomorrow (Hansen) – 14:59
5. Changes (Hansen, Scheepers, Schlächter, Wessel) – 5:29
6. Rich & Famous (Japan-Bonus) (Hansen) – 4:52
7. One With The World (Hansen, Wessel) – 4:50
8. Dream Healer (Hansen, Scheepers) – 7:35
9. Tribute To The Past (Hansen, Rubach) – 4:46
10. Last Before The Storm (Hansen) – 4:57
11. Heal Me (Hansen, Schlächter) – 7:34

### CD2
1. Rebellion In Dreamland (Hansen) – 8:46
2. Man On A Mission (Hansen) – 5:44
3. Land Of The Free (Hansen) – 4:38
4. The Silence ('95 version) (Hansen) – 6:29
5. Beyond The Black Hole (Hansen, Zimmermann, Schlächter) – 6:00
6. Somewhere Out In Space (Hansen) – 5:27
7. Valley Of The Kings (Hansen) – 3:50
8. Anywhere In The Galaxy (Hansen) – 6:36
9. Send Me A Sign (Richter) – 4:06
10. Armageddon (Hansen) – 8:50

## Skład zespołu
- Kai Hansen – śpiew, gitara
- Henjo Richter – gitara, instrumenty klawiszowe
- Dirk Schlächter – gitara basowa
- Dan Zimmermann – perkusja